# Philadelphia Cycling Classic (vrouwen)
De Philadelphia Cycling Classic was een wielerwedstrijd voor vrouwen gehouden in de stad Philadelphia, Pennsylvania, Verenigde Staten. In 2013 werd de wedstrijd voor het eerst naast de manneneditie georganiseerd, als opvolger van de Liberty Classic. In 2015 maakte de wedstrijd deel uit van de wereldbeker. Een jaar later maakte het deel uit van de eerste Women's World Tour.
In januari 2017 werd bekend dat door geldgebrek de editie van dat jaar niet door kon gaan.

## Lijst van winnaressen

### Overwinningen per land
| Overwinningen | Land                |
| ------------- | ------------------- |
| 3             | Verenigde Staten    |
| 1             | Verenigd Koninkrijk |

World Cup:
1998 · 
1999 · 
2000 · 
2001 · 
2002 · 
2003 · 
2004 · 
2005 · 
2006 · 
2007 · 
2008 · 
2009 · 
2010 · 
2011 · 
2012 · 
2013 · 
2014 · 
2015
World Tour:
2016 · 
2017 · 
2018 · 
2019 · 
2020 · 
2021 ·
2022 ·
2023 ·
2024 ·
2025
Huidige koersen:
Tour Down Under · Cadel Evans Great Ocean Road Race · Ronde van de Verenigde Arabische Emiraten · Omloop Het Nieuwsblad · Strade Bianche · Ronde van Drenthe · Trofeo Alfredo Binda · Classic Brugge-De Panne · Gent-Wevelgem · Ronde van Vlaanderen · Parijs-Roubaix · Amstel Gold Race · Waalse Pijl · Luik-Bastenaken-Luik · Ronde van Chongming · Ronde van het Baskenland · Ronde van Burgos · RideLondon-Surrey Classic · The Women's Tour · Ronde van Zwitserland · Giro Donne · Tour de France Femmes · Ronde van Scandinavië · Bretagne Classic · Simac Ladies Tour · La Vuelta Femenina · Ronde van Romandië · Ronde van Guangxi
Voormalige koersen:
Philadelphia Cycling Classic · Ronde van Californië · Emakumeen Bira · La Course by Le Tour de France · Open de Suède Vårgårda